# المخزان (يهر)

تعديل مصدري - تعديل

المخزان هي إحدى قرى عزلة يهر بمديرية يهر التابعة لمحافظة لحج، بلغ تعداد سكانها 422 نسمة حسب تعداد اليمن لعام 2004.